# Razão instrumental
Razão instrumental é um termo usado  por Max Horkheimer no contexto de sua teoria crítica, para designar o estado em que os processos racionais são plenamente operacionalizados (Escola de Frankfurt). À razão instrumental, Horkheimer opõe a razão crítica.
A razão instrumental nasce quando o sujeito do conhecimento toma a decisão de que conhecer é dominar e controlar a Natureza e os seres humanos. A razão ocidental, caracterizada pela sua elaboração dos meios para obtenção dos fins, se hipertrofia em sua função de tratamentos dos meios, e não na reflexão objetiva dos fins.
Na medida em que razão se torna instrumental, a ciência vai deixando de ser uma forma de acesso aos conhecimentos verdadeiros para tornar-se um instrumento de dominação, poder e exploração, sendo sustentada pela ideologia cientificista, que, através da escola e dos meios de comunicação de massa, engendra uma mitologia — a Religião da Ciência — contrária ao espírito iluminista e à emancipação da Humanidade.
Tendo cedido em sua autonomia, a razão tornou-se um instrumento. No aspecto formalista da razão subjetiva, sublinhada pelo positivismo, enfatiza-se a sua não-referência a um conteúdo objetivo; em seu aspecto instrumental, sublinhado pelo pragmatismo, enfatiza-se a sua submissão a conteúdos heterônomos. A razão tornou-se algo inteiramente aproveitado no processo social. Seu valor operacional, seu papel de domínio dos homens e da natureza tornou-se o único critério para avaliá-la. (Max Horkheimer, Eclipse da Razão, Ed. Centauro, p. 29).
Embora a expressão razão instrumental tenha sido cunhada por Horkheimer, muitos autores clássicos se preocuparam, antes dele, em desvendar as novas bases das sociedades modernas, sobretudo o seu caráter eminentemente mercantil.
Entre eles, destaca-se Max Weber, o primeiro a relacionar o surgimento da modernidade ao predomínio, em todas as esferas da sociedade, da ação racional com relação a fins — isto é, aquela que ocorre quando o indivíduo orienta sua ação pelos fins, meios e consequências secundárias, ponderando racionalmente tanto os meios em relação às consequências secundárias, como os diferentes fins possíveis entre si (Economia e sociedade). Esta seria, portanto, a marca do desencantamento do mundo característico do Aufklärung e dos tempos modernos.
Ainda segundo Weber, embora esse padrão de ação resulte em maior poder e domínio sobre a Natureza, também escraviza o Homem, reprimindo a sensibilidade, a afetividade, a emotividade e as demais formas sensíveis de conduta humana, gerando especialistas sem espírito e sensualistas sem coração, nulidades que imaginam ter atingido um nível de civilização nunca antes alcançado (A Ética Protestante e o Espírito do Capitalismo).
Mais recentemente, também Habermas, ao abordar a Modernidade, criticou a ação racional com relação a fins ou razão instrumental. Todavia, ao contrário de Weber, que era pessimista quanto ao futuro da Humanidade, Habermas mantém sua crença no projeto moderno e no crescente desenvolvimento da razão como base para a emancipação humana. Para tanto, propõe a substituição do racionalismo instrumental pelo racionalismo comunicativo que é expresso por meio do discurso.